# 태국의 정치
태국은 2014년 5월 22일까지 입헌군주정 국가였다. 태국의 총리가 국가 수반이었으며, 태국의 국왕이 상징적인 국가 최고 지도자로서의 명예를 가졌다. 사법권은 행정부와 입법부와 독립되었었다.
2014년 5월 22일에 2014년 태국 쿠데타가 일어난 이후, 2007년 제정된 헌법이 개정되었으며 군인들로 이루어진 국가평화유지위원회가 행정권을 차지했다. 국가평화유지위원회는 입법부를 해산시켰으며, 입법권을 자신들의 권한으로 넘겼다. 계엄령이 태국 전역에 발효된 가운데, 정상적인 경우에는 민사 법원에서 처리될 사안들도 군사 법원들에서 처리되는 경우가 많았다. 다만 태국 헌법재판소는 헌법 자체가 무력화된 상황에서도 여전히 존재했다. 국가평화유지위원회는 2019년 7월 16일에 새로운 내각을 구성하며 공식적으로 해산하였다.
태국은 역사적으로 엄격한 전제군주정이었다. 그러나 서구화된 귀족층과 구시대적 군인들이 이끈 1932년의 개혁 이후 태국은 총리가 국가의 실무를 지휘하고 국왕은 상징적 존재로만 남아있는 입헌군주정으로 변모했다. 첫 헌법이 공포되었고, 태국의 정치판세는 구 귀족층, 장군들, 군벌들의 싸움터로 변했다. 쿠데타들이 연이어 일어났고, 군부 세력들이 국가의 권력을 장악했다. 쿠데타에 성공한 군부 세력들은 그때마다 헌법을 개정하였고, 자신들에게 유리하도록 법들을 뜯어고쳤다. 현재까지 태국은 17번 헌법을 개정했으며, 이는 얼마나 태국이 불안정한 정치사를 겪었는지를 단적으로 보여준다. 쿠데타 이후에는 장군들, 정치인들, 사회 유력자들, 의원들이 모여 정치적 안정을 일시적으로나마 재건하곤 한다.
이코노미스트지는 태국을 2019년 '결함있는 민주주의'로 판정하며 민주주의 지수를 1.69점 올렸다. 전년도에는 이보다 낮은 '혼합된 체제'였다.

## 정치사
태국은 1932년 이전까지 엄격한 전제군주정이었다. 그러나 점점 제국주의의 물결이 아시아 지역을 휩쓸자, 위기의식을 느낀 왕들이 일부 개혁 조치를 단행했다. 이때까지 왕은 여전히 국정의 최고 결정권자였고, 대부분 친척들로 구성된 조언자들의 도움을 받아 국정을 운영했다. 태국의 급진적인 변화는 라마 5세의 통치 기간부터 일어났다. 1932년에 처음으로 헌법이 제정되었고, 전제군주정이었던 태국도 점차 헌법에 기반한 국가로 탈바꿈하기 시작한 것이다. 헌법은 이때 이래로 수없이 많은 변화와 압박을 받으며 고난을 겪었으나, 그때부터 태국에서 '민주주의의 상징'으로 여겨지기 시작하였다. 허나 이러한 급격한 변화는 엘리트층들 내부의 반발을 불러왔고, 결국 1933년에 첫 군부 쿠데타가 일어났다. 이 쿠데타는 성공하여 첫 헌법은 폐기처분되었고, 새로운 헌법이 그 자리를 대신 차지했다.
제헌 헌법 이래 현재까지 제정된 모든 헌법과 법령에는 태국을 입헌군주정으로 규정하고 있다. 다만 정부 기관들 사이에서 권력을 배분하는 방식이 크게 다를 뿐이다. 대부분의 경우에는 태국을 의회 제도에 의하여 운영되는 민주정으로 규정했으나, 일부 극단적인 경우에는 아예 대놓고 독재 체제를 헌법에 명문화하는 경우도 많았다. 다만 의회 제도를 채택한 경우에도 그 제도를 실행하는 방식은 크게 달라서, 단원제를 실시할 때도 있었고 양원제를 실시할 때도 있었다. 또한 국왕에게 부여된 실질적인 권력도 당시 집권한 군부의 입맛에 맞추어 상당히 커졌다 줄었다를 반복했다.
태국의 '국민의 헌법(People's Constitution)'은 1992년 검은 5월 사건이 방콕에서 터진 후 1997년에 제정되었다. 1997년에 제정된 이 헌법은 이전의 헌법과는 달리, 국민들이 직접 제정과 구성에 실질적으로 참여하였으며, 훨씬 민주적인 가치들을 많이 담고 있다는 점에서 태국 민주사의 중요한 이정표로 꼽힌다. 국민의 헌법에는 민주적인 선거를 통해 뽑힌 의원들로 구성된 양원제를 명시하고 있으며, 인권과 시민권과 같은 기본적인 권리들도 명백히 밝혀놓았다. 또한 선거를 통하여 선출된 정부의 안정성을 담보하기 위하여 일부러 관련 법들을 만들어 함부로 쿠데타가 정부를 뒤흔들지 못하도록 하였다. 헌법재판소, 옴부즈만, 행정법원 등이 이때 처음으로 태국에 도입되기도 하였다. 이 기관들은 정치인들에게는 상당한 위협으로 작용하였는데, 특히 태국 역사상 가장 강력한 정치인이었던 탁신 시나와트라가 이 기관들 때문에 자신이 저지른 경제적인 실책에 대하여 해명을 하는데에 진땀을 뺐다.
2006년 9월 19일, 군사 쿠데타가 일어나 국민의 헌법이 폐기되었다. 군부가 계엄령을 선포하고 몇 주간 태국을 통치했으며, 이후 10월 1일에 새로운 헌법을 제정하였다. 이 헌법에는 지역적인 선거는 이전처럼 국민들의 직접 투표로 진행되지만 의회 핵심 인사나 총리와 같은 핵심적인 요직들은 모두 군부가 임명하도록 명시되어 있었다. 전문가들은 이를 '군부 독재' 헌법이라고 비난했기도 하였다. 2007년에 제정된 헌법은 2014년 5월에 또다른 군부 쿠데타가 일어나며 폐기되었다. 2017년 헌법에는 태국의 정치 체제 자체를 아예 군대의 통치 하에 두었으며, 의회도 군대가 장악하여 현대의 태국은 여전히 군부 독재로서의 길을 가고 있다.
태국의 국왕은 헌법에 규정된 바에 따르면 상대적으로 적은 권한을 가지고 있으나, 워낙 그 상징성이 크고 전국민적인 존경을 받는 존재이기에 그 영향력은 심지어 군부도 함부로 무시할 수 없는 수준이다. 특히 전임 왕이었던 라마 9세는 1946년 이래 태국 국민들의 정신적인 지주였으며 국가적인 위기 상황에 종종 이를 성공적으로 잠재우는 데에 성공했기에 특히 존경을 많이 받았다. 그러나 현임 왕인 라마 10세는 방탕한 생활과 방종한 성격으로 인하여 점차 국민들의 지지를 잃어가고 있는 추세이다.

## 의회
의회는 국왕이 임명하는 상원과 선거로 선출되는 하원으로 구성된다. 상원 임기 6년, 2년마다 하원은 임기 4년. 총리는 의회의 추천을 통해 국왕이 임명한다.
2004년 1월 회교도 거주 지역인 남부의 3개 주(빠따니 주, 나라티왓 주, 얄라 주)에서 소요 사태가 발생한 이래 남부 지역에서 간헐적인 소요 및 지속적인 사상자가 발생 중에 있다.

## 행정 구역
수도는 방콕(태국에서는 끄룽텝이라 부른다)이며, 치앙마이나 핫야이 등의 주요 도시가 있다.
행정 구역으로는 태국은 위치 구분에 따라 5개의 지역(중부, 동부, 북부, 북동부, 남부)에, 76개의 짱왓(changwat)으로 나뉜다(태국의 주 참조). 짱왓은 한국의 도 개념과 비슷하다. 짱왓보다 하위 개념으로 암프(amphoe)가 있다. 다시 암프는 암프 므앙과 땀본 등으로 나뉜다. 짱왓의 도청소재지는 암프므앙이라고 불린다. 많은 암프므앙의 이름은 짱왓의 이름과 같다.
2개의 특별자치구가 있으며, 수도인 방콕(Bangkok, Krung Thep Maha Nakhon)과 파타야(Pattaya)가 바로 그것이다.
각 지방은 다시 877개의 암프와 50개의 방콕지구로 나뉜다. 대한민국의 경기도에 해당되는 방콕과 경계를 이루는 지방은 Greater Bangkok(pari monthon)라고도 한다. 각 지방의 주도의 이름은 그 지방의 이름과 동일하다. 예를 들면, 치앙마이 지방의 주도는 암프므앙 치앙마이라고 부른다. 75개의 지방은 다음과 같다.

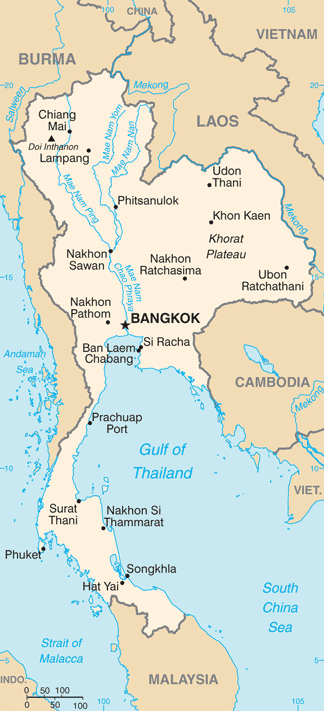
태국의 지도

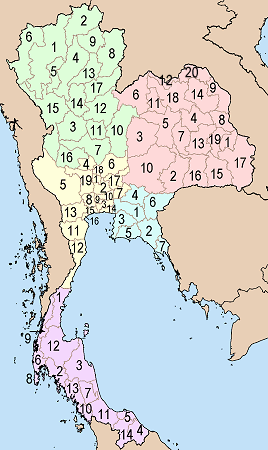
태국의 76개 주

### 중부
1. 앙텅 Ang Thong
2. 방콕, Bangkok (Krung Thep Maha Nakhon), 특별 자치구
3. 차이낫, Chai Nat
4. 깐짜나부리, Kanchanaburi
5. 롭부리, Lop Buri
6. 나콘나욕, Nakhon Nayok
7. 나콘빠톰, Nakhon Pathom
8. 논타부리, Nonthaburi
9. 빠툼타니, Pathum Thani
10. 펫차부리(펫부리), Phetchaburi
11. 프라 나콘 시 아유타야, Phra Nakhon Si Ayutthaya
12. 쁘라쭈압 키리칸, Prachuap Khiri Khan
13. 랏차부리(랏부리), Ratchaburi
14. 사뭇쁘라깐, Samut Prakan
15. 사뭇사콘, Samut Sakhon
16. 사뭇 송크람, Samut Songkhram
17. 사라부리, Saraburi
18. 싱부리, Sing Buri
19. 수판부리, Suphan Buri

### 동부
1. 차층사오, Chachoengsao
2. 짠타부리, Chanthaburi
3. 촌부리, Chonburi
4. 쁘라찬부리, Prachinburi
5. 라용, Rayong
6. 사깨우, Sa Kaeo
7. 뜨랏, Trat

### 북부
1. 치앙마이, Chiang Mai
2. 치앙라이, Chiang Rai
3. 깜팽펫 Kamphaeng Phet
4. 람빵, Lampang
5. 람푼, Lamphun
6. 매홍손, Mae Hong Son
7. 나콘사완, Nakhon Sawan
8. 난, Nan
9. 파야오, Phayao
10. 펫차분, Phetchabun
11. 피찟, Phichit
12. 핏사눌록, Phitsanulok
13. 프래, Phrae
14. 수코타이, Sukhothai
15. 딱, Tak
16. 우타이타니, Uthai Thani
17. 우따라딧, Uttaradit

### 북동부
1. 암낫짜른, Amnat Charoen
2. 부리람, Buri Ram
3. 차이야품, Chaiyaphum
4. 깔라신, Kalasin
5. 컨깬, Khon Kaen
6. 러이, Loei
7. 마하사라캄,Maha Sarakham
8. 묵다한, Mukdahan
9. 나컨파놈, Nakhon Phanom
10. 나콘 랏차시마(코랏), Nakhon Ratchasima
11. 넝부아람푸, Nong Bua Lamphu
12. 넝카이, Nong Khai
13. 러이엣, Roi Et
14. 사껀나콘, Sakon Nakhon
15. 시사껫, Si Sa Ket
16. 수린, Surin
17. 우본랏차타니, Ubon Ratchathani
18. 우돈타니, Udon Thani
19. 야소톤, Yasothon

### 남부
1. 춤폰, Chumphon
2. 끄라비, Krabi

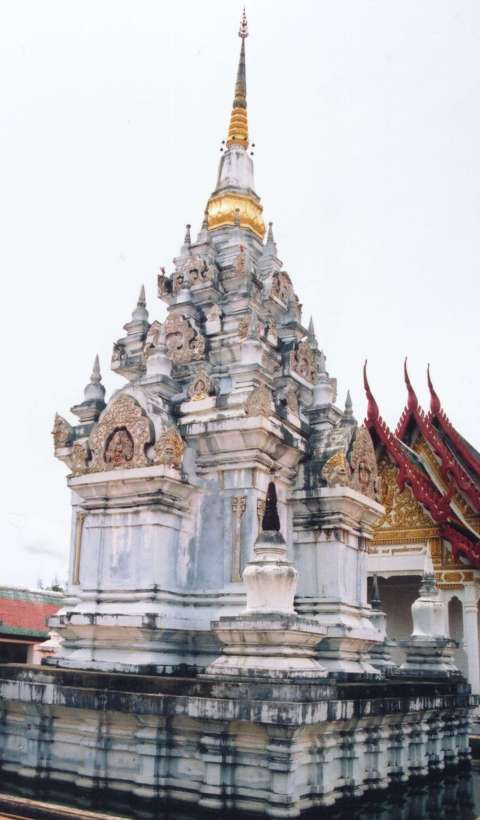
수랏타니 주의 건축물

3. 나콘시탐마랏, Nakhon Si Thammarat
4. 나라티왓, Narathiwat
5. 빳따니, Pattani
6. 팡응아, Phang Nga
7. 팟탈룽, Phatthalung
8. 푸껫, , Phuket
9. 라농, Ranong
10. 사뚠, Satun
11. 송클라, Songkhla
12. 수랏타니, Surat Thani
13. 뜨랑, Trang
14. 얄라, Yala

## 대외 관계
외교는 반공을 기본 노선으로 하며 동남아시아에서 유일하게 서구 열강의 식민통치를 받지 않고 독립을 유지하였다. 제2차 세계대전 후 미국과 적극적으로 친밀 관계를 맺어 많은 경제 원조를 받았다. 미국의 동남아시아 정책에 협력하여 1954년 설립한 동남아시아조약기구(SEATO) 본부를 방콕에 두었다. 베트남전쟁에서도 적극적으로 미국을 도와 미국공군기지도 두게 되었다. 한편 공산 진영과의 관계유지도 게을리하지 않아 옛 소련과 1947년부터 국교를 맺었으며 중국과는 1975년, 베트남과는 1976년에 국교를 맺었다. 아시아 여러 나라와 외교를 수립하는 데 힘을 기울였으며 특히 1967년 결성된 동남아시아 국가 연합에 가입해 베트남전쟁 후의 캄보디아문제·지역내 경제협력 등 많은 공통문제로 여러 나라 수뇌의 상호 방문도 이루어지고 있다. 또한 1990년 6월 도쿄 캄보디아평화회담에서 중재자 역할을 수행하기도 하였다.

### 대한민국
태국과 대한민국의 관계는 고려 말에서 조선 초인 14세기로 거슬러 올라간다. 태국의 옛 이름인 시암 왕조는 1391년, 1393년 두 차례에 걸쳐 대한민국(당시 고려, 조선)에 교역사절단을 파견했다. 1394년에는 조선의 사절단이 태국을 방문했다. 그러나 해로에 나타나는 해적 때문에 교류가 중단되었다.
단절된 양국 관계는 1950년 태국 정부가 3,650명의 태국 젊은이들을 유엔군의 일부로써 한국 전쟁에 파견해 대한민국을 지원함으로써 재개되었다. 태국 육군은 129명의 사상자와 1,139명의 부상자를 냈다. 전쟁이 끝난 후에도 대한민국에 1972년까지 주둔하였다.
태국을 방문하는 대한민국 국적 관광객이 70만 명을 넘어서면서 양국 간에 교류와 이해가 증진되고 있다. 태국은 대한민국-태국 비자 면제 협정에 의거, 관광 및 방문, 행사 참여 등 영리 목적으로의 입국이 아닌 경우는 90일 무비자로 입국이 가능하다.

### 조선민주주의인민공화국
태국은 조선민주주의인민공화국과는 수교중이다. 1975년에 외교 관계를 수립하였다.

### 캄보디아
캄보디아와는 국경 사이에 위치한 힌두교 사원을 두고 분쟁중이며, 결국 캄보디아와 총격전을 벌이기도 했다. 그리고 2008년 10월 15일에는 프레아 비헤아르 사원에서도 총격전을 벌였다. 하지만 태국과 캄보디아는 2009년 1월 26일에 국경대치를 해소하기 위한 대화에 착수한다고 발표했다.

### 일본
일본은 세계 2차 대전 당시, 차크리 왕조와는 동맹국으로 일본의 항복 이후에도 우호 관계를 유지해오고 있다.

## 같이 보기
- 태국
- 태국의 역사